# Ponta de Luca
Der Ponta de Luca bildet den südlichsten Punkt der osttimoresischen Gemeinde Viqueque. Er liegt am Ufer der Timorsee im Suco Uma Uain Craic (Verwaltungsamt Viqueque). Westlich des Ponta de Luca mündet der Tuco in die Timorsee.
Der Ponta de Luca ist nach dem alten Reich Luca benannt, das früher die Region beherrschte.